# Mildred Allen
Mildred Allen   (Akron, 26 d'octubre de 1929 - Pelham, 15 de maig de 2021) va ser un soprano operística estatunidenca que va tenir una carrera activa durant les dècades del 1950 i del 1960. Va ser una intèrpret habitual al Metropolitan Opera de Nova York entre 1957 i 1962.

## Biografia
Allen va créixer a Mississipi i Tennessee, estudiant piano des de petita. Va assistir a la Universitat de Mississipi on va llicenciar-se en música en 1954, anant després a estudiar al Conservatori New England de Boston, guanyant un master en Interpretació Vocal en 1956. Encara a Boston, va estudiar amb l'empresari i director d'orquestra Boris Goldovski. Va fer el seu debut operístic professional als 24 anys el 6 d'agost de 1956 en el paper principal de la primera producció escenificada de Griffelkin de Lukas Foss, al Festival de Música de Tanglewood.
Al començament de la seva carrera Allen va ser contractada pel Metropolitan Opera (MET), l'any 1957. Ho va ser inicialment per a reemplaçar Roberta Peters, qui havia tingut un fill, per a fer el paper de Papagena en La flauta màgica de Mozart, el març de 1957. Rudolf Bing, empresari del Metropolitan entre 1950 i 1972, va quedar molt complagut amb la seva actuació i li va fer una oferta de contracte de llarga durada amb l'empresa. Va cantar regularment al MET durant els següents 5 anys, per un total de 208 actuacions. Les seves actuacions més notables van incloure els papers d'Amore en Orfeu i Eurídice de Gluck, Giannetta en L'elisir d'amore de Donizetti, Guadalena en La Périchole d'Offenbach, Micaela en Carmen de Bizet, Oscar en Un ballo in maschera de Verdi, Yniold en Pelléas et Mélisande de Debussy i Zerlina en Don Giovanni de Mozart. Va fer també papers secundaris, com ara l'Annina de La Traviata de Verdi, acompanyant a cantans que feien el pape de Violetta, com ara Licia Albanese, Maria Callas i Victòria dels Àngels, i el paper d'Ines de Il trovatore acompanyant a la Leonora de Lucine Amara. La seva darrera actuació al MET va tenir lloc el 2 d'abril de 1962, en el paper d'una de les tres aparicions de l'òpera Macbeth de Verdi, amb Anselmo Colzani en el paper de Macbeth (Macbetto) i Irene Dalis en el de Lady Macbeth.
Durant els seus anys al MET, Allen va cantar ocasionalment amb altres companyies. Va viatjar per Amèrica del Nord amb la companyia NBC Opera Theatre, cantant Barbarina de Les noces de Fígaro de Mozart amb Phyllis Curtin com la Comtessa i Walter Cassel com el Comte. En 1957 va fer el seu debut amb l'Òpera de Santa Fe (SFO) fent el paper de Cio-Cio-San de Madama Butterfly de Puccini, amb Regina Sarfaty com Suzuki i Loren Driscoll com Pinkerton. Va actuar sovint amb la SFO al llarg dels segûents deu anys, incloent-hi el paper d'Isabella Linton en l'estrena mundial de Wuthering Heights (sobre la novel·la Cims borrascosos d'Emily Brontë) de Carlisle Floyd en1958. Altres intperpretacions seves amb la SFO van incloure Mimi de La bohème de Puccini (1958, 1967), Despina de Così fan tutte de Mozart (1958), Nannetta en Falstaff de Verdi (1958), Adele en Die Fledermaus de Johann Strauss II (1959), Cio-Cio-San en Madama Butterfly (1959, 1963, 1965), Alexandra Giddens en Regina de Marc Blitzstein (1959), Susanna en Les noces de Fígaro (1960, 1965), Anne en The Rake's Progress d'Ígor Stravinski (1960), Zerlina de Don Giovanni (1963), la Chauve-Souris (rat-penat) de L'Enfant et les Sortilèges de Maurice Ravel (1963), St. Margaret en Joan of Arc at the Stake d'Arthur Honegger (1963) i Costanza de The Stag King de Hans Henze (1965). La seva darrera actuació amb la companyia va tenir lloc en 1967 fent la Micaela de Carmen de Bizet. Va cantar també El Messies de Georg Friedrich Händel l'any 1965, a la capella de la Universitat Duke (Carolina del Nord).
Després de deixar el MET, en 1962, Allen va esdevenir un intèrpret assídua durant la dècada del 1960 al Washington National Opera Nacional. Va fer el seu debut amb la companyia el 1962 cantant la Violetta de La traviata amb Stanley Kolk en el paper d'Alfredo. Altres interpretacions seves amb aquesta companyia van incloure Adele de Die Fledermaus i Cio-Cio-San. També va cantar com a cantant principal amb la Central City Opera i va actuar a teatres d'òpera europeus, incloent-hi el paper de l'Amore al Gran Teatre del Liceu el desembre de 1955.
Entre 1987 i 2009 va ser membre de la facultat de cant de la Universitat de Birmingham-Southern, on va ensenyar cant, va dirigir produccions d'òpera d'estudiants i va ensenyar una varietat de temes relacionats amb l'art i la literatura, a més de música. Retirada de la Universitat, donava classes particulars privades en Birmingham, Alabama. Estava casada amb Edward Taub, un neurocientífic de la Universitat d'Alabama a Birmingham.

## Discografia
- 1962: Les noces d'Ígor Stravinski, amb Mildred Allen, Regina Safarty, Loren Driscoll, Robert Oliver, dirigit per Ígor Stravinski. Columbia – MS 6372.
- 1960: La flauta màgica de Mozart, amb Lucine Amara, Lauren Hurley, Brian Sullivan, Theodor Uppman, Jerome Hines, Cor i Orquestra del Metropolitan Opera, dirigit per Tibor Kozma, The Metropolitan Opera Record Club – MO823.
- 1959: Macbeth de Verdi, amb Leonard Warren, Leonie Rynasek, Carlo Bergonzi, Williams Olvis, Gloria Lind, Gerhad Pechner, Harold Stenberg, Walter Hemmerly, Osie Hawkins, Calvin Marsh, Jerome Hines, Emilia Cundari, Mildred Allen, Orquestra i Cor del Metropolitan Opera, dirigit per Erich Leinsdorf. Victor Opera Series, reeditat en CD – RCA 4516.
- 1961: Les noces de Fígaro de Mozart, amb Cesare Siepi, Roberta Peters, Kim Borg, Lucine Amara, Mildred Miller, Ezio Flagello, Regina Resnik, Gabor Carelli, Lorenzo Alvary, Mildred Allen, Robert Nagy, Charleen Clark, Dorothy Shawn, Orquestra i Cor del Metropolitan Opera, dirigit per Erich Leinsdorf. Editat el 2011 en CD Sony Classical 8869785310,. Enregistrat en directe el 28 de gener de 1961.